# KkStB 2.0
A kkStB 2.001 egy gőzmotorkocsi volt a k.k. österreichischen Staatsbahnen-nál (kkStB), melyet a Lokalbahn Laun–Libochowitz számára szerzett be.

## Története
A kkStB 2.001 gőzmotorkocsit a Ringhoffer Vagongyár építette 1902-ben Prága-Smicovban. A gőzkazánt és a gőzgépet az Esslingeni Gépgyár szállította. A Laun–Libochowitz-i (Louny–Libochovice) HÉV-en volt használatban, ahol az üzemeltetést a kkStB végezte. Az üzemeltető nem volt megelégedve a járművel, mert kicsi volt a teljesítménye és gyakran volt csőtörése.
Az első világháború után a jármű a Csehszlovák Államvasutakhoz került (ČSD), ahol a M 113.001 pályaszámot kapta és már 1936-ban személykocsinak építették át.

## Fordítás
- Ez a szócikk részben vagy egészben  a   kkStB 2.0 című német Wikipédia-szócikk fordításán alapul.  Az eredeti cikk szerkesztőit annak laptörténete sorolja fel. Ez a jelzés csupán a megfogalmazás eredetét és a szerzői jogokat jelzi, nem szolgál a cikkben szereplő információk forrásmegjelöléseként.